# Helianthus
El género Helianthus L. abarca unas 70 especies y una veintena de taxones infraespecíficos aceptados, de los casi 450 descritos, en la familia de las Compuestas (Asteraceae), prácticamente todas las cuales son nativas de Norte y Centroamérica de donde se han descrito 52 de las especies válidas; unas cuantas serían originarias del Sur de Rusia y Australia Occidental. En el resto del mundo las especies presentes han sido todas introducidas.

## Etimología
Del griego ήλίανθες de ήέλιος-helios, sol y άνθος-anthos, flor, o sea «flor del sol», por la capacidad heliotrópica positiva de ciertas especies. Otras fuentes consideran que el vocablo se refiere al aspecto de sol de la inflorescencia y no a una supuesta habilidad trópica positiva, habilidad que es negada por muchos.
Es muy probable que en la Antigüedad se aludiera a alguna especie de los géneros Heliotropium o Helianthemum —en Plinio el Viejo, 24, 165— como Helianthes, de las familias de las Boraginaceae y de las Cistaceae respectivemente, el último de estos géneros con igual significado, pero que se abren solo al sol y el primero que se refiere directamente a su capacidad trópica. En efecto es imposible que Plinio describa una especie del género Helianthus ya que los primeros ejemplares fueron traídos de América, de donde son nativas la mayoría de las especies, por Pizarro a principios del siglo XVI.
Lo mismo ocurre con la mitología griega donde aparece una ninfa de agua  llamada Clitia, hija del  dios Océano y de la diosa del mar Tetis. Clitia se enamoró de Apolo y lo observaba diariamente desde que salía de su palacio por la mañana hasta que llegaba al oeste por la tarde. Según el mito, tras unos días Clitia se transformó en «girasol» —en el sentido que le daban en la Antigüedad— y aún hoy no olvida el objeto de su amor y sigue al sol en su recorrido diario.
La hipótesis más verosímil es que se trata de una mera construcción de los naturalistas de los siglos XVII y XVIII, primero de Joseph Pitton de Tournefort y luego Carlos Linneo en el año 1753 —casi 2 siglos después de su introducción en el «Viejo Mundo»— ya que cita como locus typicus «America septentrionalis» y otros puntos de América, o sea la región originaria del género, y no la del Helianthes de Plinio que era —según sus propias palabras— una planta de Anatolia, hoy Turquía y de Cappadocia, en Italia.
Anteriormente, en 1720, otro botánico Francés, Sébastien Vaillant había aplicado al género el nombre de corona solis, corona de sol.

## Descripción
El género está compuesto por plantas anuales (tales como el girasol cultivado) o perennes (como el topinambur) que pueden alcanzar de 3 a 5 m de altura. Los tallos son erectos o ascendentes hasta procumbentes o decumbentes, generalmente ramificados en su parte distal. Las hojas son basales y/o caulinares y opuestas o alternas, pecioladas o sésiles. Habitualmente tienen 3 nervios, pero en algunas especies (H. hirsutus, H. smithii, y  H. maximiliani) solo hay uno. Pueden ser deltoides, lineal-lanceoladas u ovaladas con base cordiforme e incluso estrechamente agudas, con bordes enteros o serrados, raramente lobulados. Pueden ser glabras o peludas, y a menudo glandíferas.
Los capítulos son usualmente radiados, solitarios o más o menos en corimbos, panículas o espigas. El involucro es generalmente más o menos hemiesférico, unas veces acampanado o cilíndrico. Sus brácteas son persistentes, en número de 11 a 40 (hasta 100 en los cultivares) en 2 o 3 filas. Receptáculo escamoso llano o algo convexo —cónico en H. porteri—. De 5 a 30 (más de 100 en los cultivares) lígulas, pocas veces ausentes, estériles, de color amarillo. Los flósculos van de 30 hasta 50 (e incluso 1000 en cultivares), hermafroditos, con corolas generalmente amarillas o rojizas —por lo menos los ápices— pentalobuladas. Los frutos son aquenios glabros o no, más o menos comprimidos y de forma sub-piramidal, de color purpúreo-negruzco, a veces moteados o con bandas longitudinales oscuras. Pueden no llevar vilano (H. porteri) o uno caedizo, generalmente lanceolado, con aristas de 1-5 mm en los principales ángulos, más 8-10 más cortas.

## Taxonomía
La complejidad en la identificación de las especies de Helianthus ha contribuido a crear un problema delicado de resolver, lo que explica los continuos cambios en su taxonomía desde Linneo hasta nuestros días. Las dificultades son debidas a una combinación de factores: plasticidad ecológica y de desarrollo, frecuencia de hibridación inter-específica, y existencia de poliploidia.
Helianthus ha sido subdividido en tan solo 10 especies por algunos autores y hasta más de 350 por otros. Linneo en 1753 originalmente describió 9 especies en el género. Asa Gray en 1889 reconoció 42 especies en América del Norte. A principios del siglo XX, E. Watson aceptó 108 especies, 15 de ellas de América del Sur. Charles Heiser y colaboradores, en 1969, reconocieron 14 especies anuales y 36 perennes de América del Norte, las cuales fueron divididas en tres secciones y 7 series, como así también 17 especies de América del Sur.
Subsecuentemente, Harold Robinson en 1979 transfirió a todos los Helianthus perennes sudamericanos al género Helianthopsis.
La clasificación taxonómica propuesta por A. Anashchenko en 1979 constituyó una modificación radical con respecto a todos los tratamientos previos del género. De hecho, este botánico ruso reconoció solo una especie anual, Helianthus annuus, y 9 especies perennes con 13 subespecies.
E. E. Schilling y Charles Heiser en 1981 propusieron una clasificación infragenérica de Helianthus basada en pocedimientos cladísticos, fenéticos y biosistemáticos que dio como resultado la aceptación de 49 especies dispuestas en 4 secciones y 6 series.
Con algunas modificaciones ulteriores (reconocimiento de 51 especies) condensadas en el tratamiento publicado por Gerald Seiler y Loren H. Rieseberg en 1997, esa es —grosso modo— la clasificación internacionalmente aceptada hoy para Helianthus con 60 taxones específicos y 18 infraespecíficos.

## Citología
El número cromosómico básico del género es x=17, pero existen especies diploides (ej.: el girasol cultivado, H. annuus L.), tetraploides y hexaploides.

## Sinónimos
- Chrysis DC.
- Echinomeria Nutt.
- Diomedea Bertero ex Colla
- Discomela Raf.
- Harpalium (Cass.) Cass.
- Linsecomia Buckley[2]

## Especies aceptadas
- Helianthus agrestis Pollard
- Helianthus ambiguus Britton
- Helianthus angustifolius L
- Helianthus annuus L.—Girasol, mirasol,...
- Helianthus anomalus S.F.Blake
- Helianthus argophyllus Torr. & A.Gray
- Helianthus arizonensis R.C.Jacks.
- Helianthus atrorubens L.
- Helianthus bolanderi A.Gray
- Helianthus brevifolius E.Watson
- Helianthus californicus DC.
- Helianthus carnosus Small
- Helianthus ciliaris DC.
- Helianthus cinereus Torr. & A.Gray
- Helianthus cusickii A.Gray
- Helianthus debilisNutt.
- Helianthus deserticola Heiser
- Helianthus divaricatus L.
- Helianthus × divariserratus R.W.Long
- Helianthus doronicoides Lam.
- Helianthus exilis A.Gray
- Helianthus floridanus A.Gray ex Chapm.
- Helianthus giganteus L.
- Helianthus glaucophyllus D.M.Sm.
- Helianthus glaucus Small
- Helianthus gracilentus A.Gray
- Helianthus grosseserratus M.Martens
- Helianthus heterophyllus Nutt.
- Helianthus hirsutus Raf.
- Helianthus × intermedius R.W.Long
- Helianthus laciniatus A.Gray
- Helianthus × laetiflorus Pers.

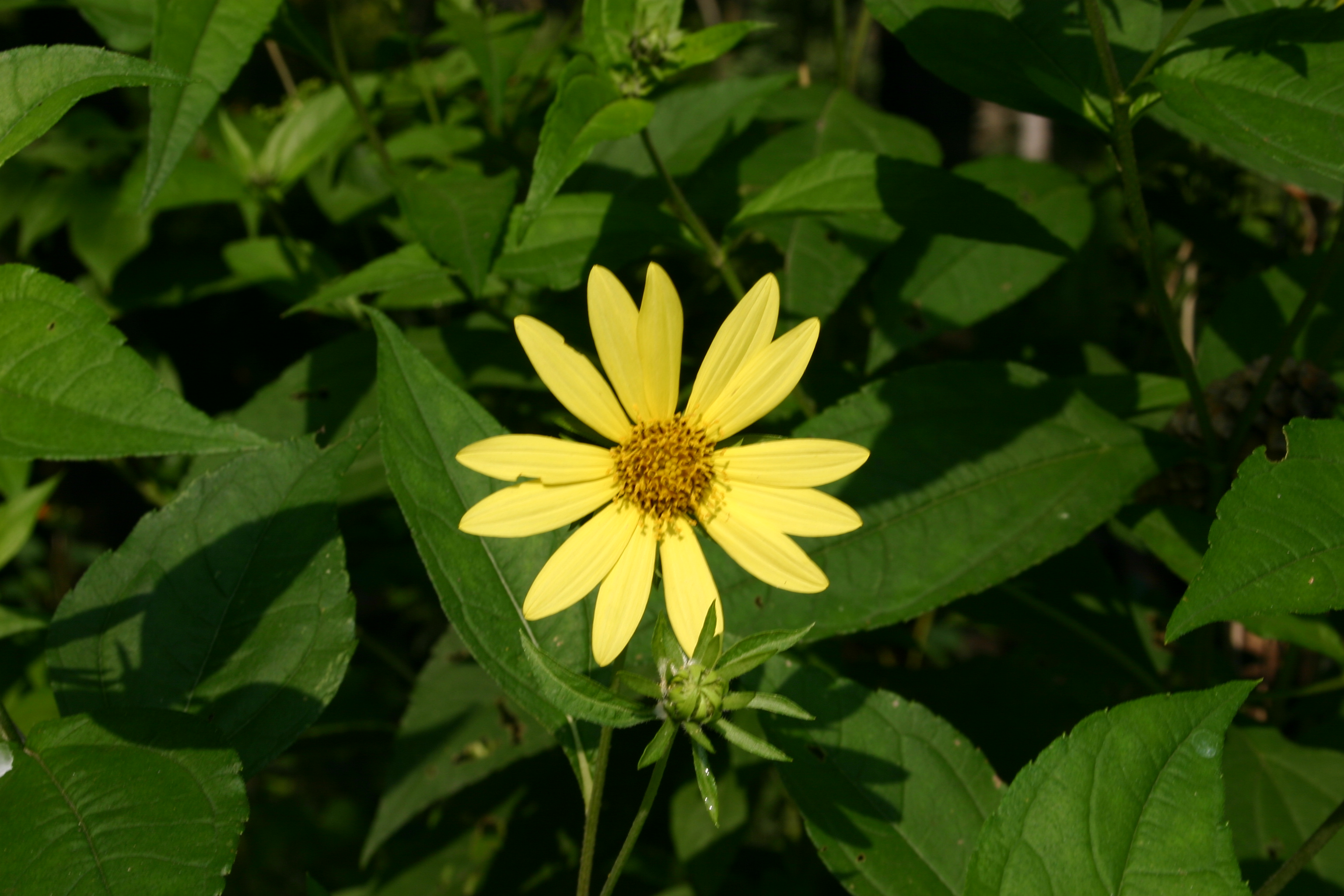
Helianthus x laetiflorus

- Helianthus laevigatus Torr. & A.Gray
- Helianthus longifolius Pursh
- Helianthus × luxurians (E.Watson) E.Watson
- Helianthus maximiliani Schrad.
- Helianthus multiflorus L. - gigantilla[17]
- Helianthus navarri Phil.
- Helianthus neglectus Heiser
- Helianthus niveus (Benth.) Brandegee
- Helianthus nuttallii Torr. & A.Gray
- Helianthus occidentalis Riddell
- Helianthus orgyaloides Cockerell
- Helianthus paradoxus Heiser
- Helianthus pauciflorus Nutt.

- Helianthus petiolaris Nutt.

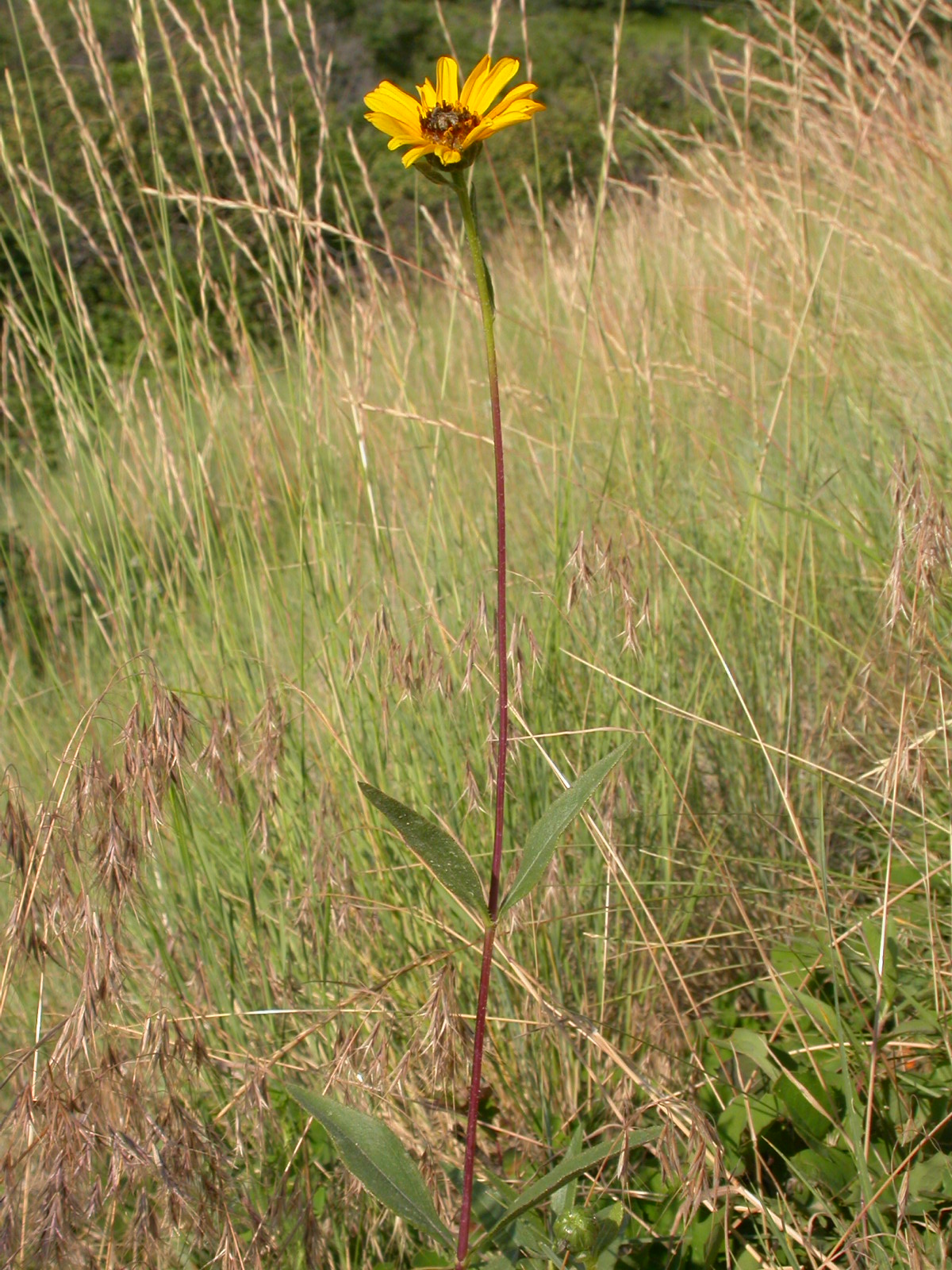
Helianthus pauciflorus

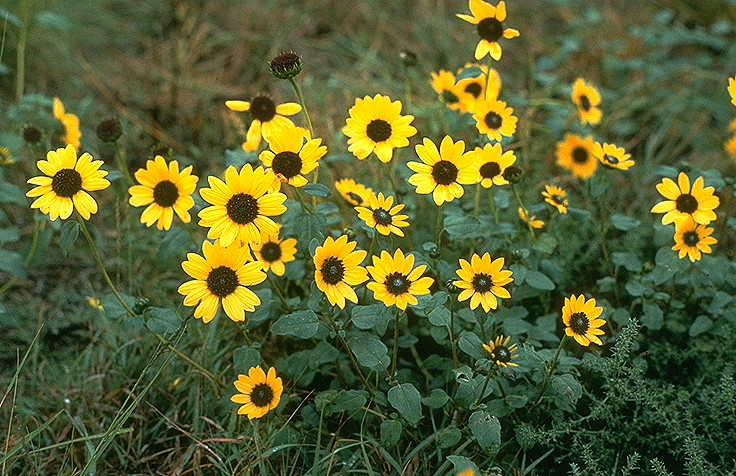
Helianthus petiolaris

- Helianthus porteri (A.Gray) Pruski
- Helianthus praecox Engelm. & A.Gray
- Helianthus praetermissus E.Watson
- Helianthus pumilus Nutt.
- Helianthus radula (Pursh) Torr. & A.Gray
- Helianthus resinosus Small
- Helianthus salicifolius A.Dietr.
- Helianthus schweinitzii Torr. & A.Gray
- Helianthus silphioides Nutt.
- Helianthus simulans E.Watson
- Helianthus smithii Heiser
- Helianthus subcanescens (A.Gray) E.Watson
- Helianthus tuberosus L.—Tupinambo, aguaturma,...

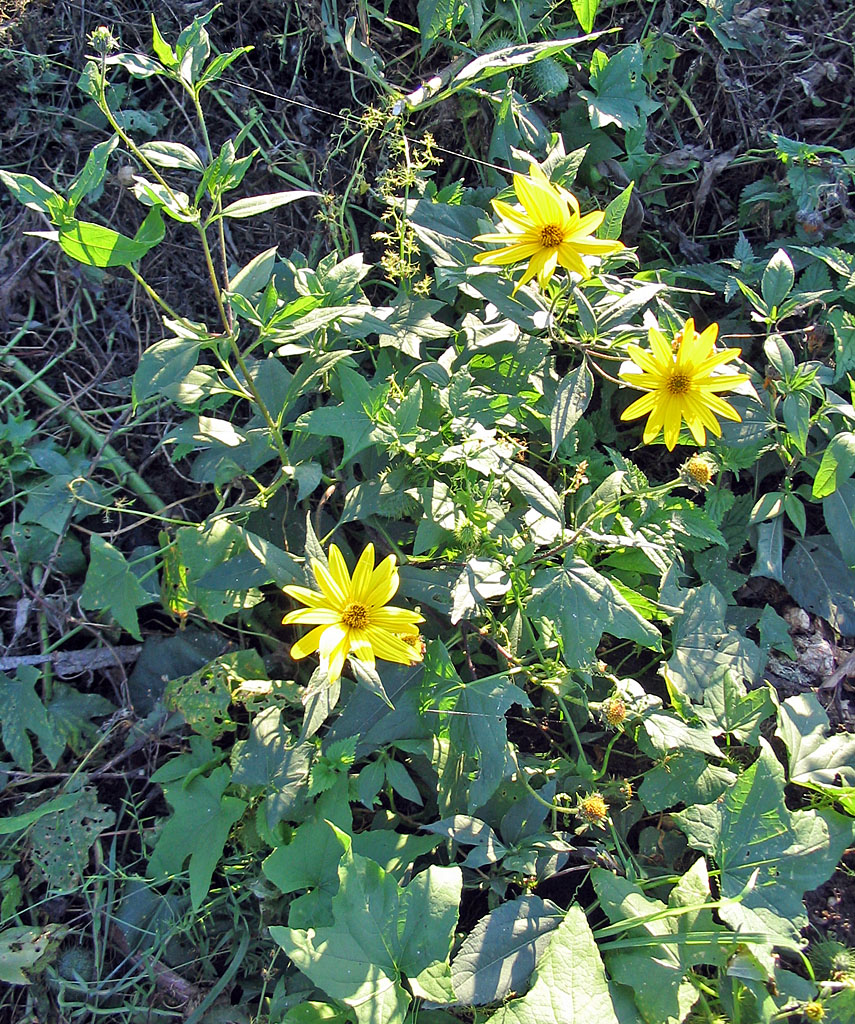
Helianthus tuberosus, el topinambur.

- Helianthus × verticillatus E.Watson

En el Mediterráneo, solo un puñado de especies, todas introducidas: H. annuus, H. atrorubens, H. debilis, H. giganteus, H. pauciflorus, H. petiolaris, H. salicifolius, H. tuberosus.
En España están presentes solamente 3 especies foráneas:
- Helianthus annuus, muy repartida
- Helianthus pauciflorus, una citación en la Comarca de la Vera (Provincia de Cáceres)
- Helianthus tuberosus, sobre todo en el Norte

## Usos
Se cultivan en varias partes del mundo H.annuus (girasol, maravilla) como oleaginosa y ornamental, H. tuberosus (topinambur) como forrajera y por sus tubérculos comestibles, y H. decapetalus, H. argophyllus y Helianthus × laetiflorus por su interés ornamental.